# Original equipment manufacturer
Un original equipment manufacturer (OEM, lett. "produttore di apparecchiature originali") è un'azienda che realizza a proprio marchio un prodotto.

## Precisazioni
Essendo un termine tecnico-specialistico, la definizione in sé richiede delle precisazioni:
- apparecchiatura: normalmente si riferisce a un sistema o un prodotto finito complesso (veicolo, computer, ecc.);
- originale significa "progettato/marchiato/immesso sul mercato" (dal costruttore) con riferimento al prodotto;
- a volte l'OEM è anche definito "casa madre" in quanto è il costruttore che realizza il prodotto originale, impiegando a sua volta componenti approvvigionati dai fornitori diretti;
- la casa madre, per definizione, anche quando si limitasse ad assemblare il prodotto finito o, persino, a far apporre il proprio marchio, è il detentore del progetto esecutivo dell'intero sistema (l'idea), ivi comprese le specifiche tecniche dei particolari/componenti "a disegno" (termine che sta per "personalizzato", non a catalogo, non standard) fabbricati dai vari fornitori della catena; questa è una precisazione cruciale: il sistema originale (equipaggiamento) è spesso realizzato concretamente dai fornitori (per lo meno la componentistca) ma su progettazione/qualifica della casa madre nonché su sua stretta sorveglianza produttiva della catena di fornitura;
- mentre OEM indica che l'azienda effettua la sola produzione della componentistica, le aziende ODM si occupano sia della progettazione che della produzione. Nel linguaggio corrente, ad ogni modo, si utilizza spesso il termine OEM anche quando il "costruttore" o il "produttore" ha pure sviluppato il prodotto/sistema;
- in maniera equivalente, i ricambi e gli accessori "di marca" ovvero quelli originali del produttore del sistema fanno parte della componentistica OES (è la classica situazione dei centri di assistenza tecnica della rete che fa riferimento al marchio).

## Utilizzo
La produzione automobilistica (dei veicoli in generale) e quella informatica/elettronica sono i settori ove il termine è storicamente impiegato; la dizione è poi passata ad altri settori.
Nel settore auto ad esempio, l'OEM è il costruttore del veicolo (ad esempio: Volkswagen, Renault, Stellantis). Esempi di grandi produttori di componentistica per gli OEM automobilistici sono, tra gli altri, Continental, Valeo, Magneti Marelli, Siemens, Delphi, Bosch.
Nel settore digitale, l'OEM è il costruttore del sistema che impiega componenti (sia HW che SW) specifici di fornitori. Le licenze software OEM sono quelle che vengono fornite (incorporate) congiuntamente alla produzione e vendita di hardware. Molti prodotti informatici originali (ovvero marchiati dal costruttore) contengono software su licenza, ovvero non sviluppato dal costruttore dell'hardware (sono i produttori diversi da Apple, ad esempio HP o Samsung che utilizzano Windows e Android, rispettivamente). Nella vendita del software applicativo e di sistema, trova posto nell'ambito della politica delle licenze d'uso la cessione dei diritti di preinstallazione ai produttori e agli assemblatori (system integrator) di personal computer, sistemi server o dispositivi mobili proprietari. La cosiddetta licenza OEM è rilasciata dai grandi produttori di firmware, sistemi operativi, antivirus, applicazioni in generale. I produttori di componentistica per le macchine progettate e assemblate dagli OEM dell'informatica (Dell, Hewlett-Packard, Asus, etc.) sono i vari Intel, Foxconn, Synaptics e altri.
Per quanto riguarda il software generalmente è prevista la non trasferibilità dei diritti di licenza e altre limitazioni circa la non vendibilità del software separatamente dall'hardware. In altre parole: la dizione "licenza OEM" riferita ad un software significa che il programma è stato acquistato dal produttore del dispositivo originale, installato su quella macchina (spesso personalizzandolo) e il contratto sull'utilizzo del software è tra proprietario/utente e produttore OEM e non tra proprietario/utente e produttore del software. Una licenza OEM vale unicamente per una specifica matricola di apparecchio. Tra produttore del software (ad esempio Microsoft) e costruttore della macchina/dispositivo (ad esempio Asus) c'è un accordo per la preinstallazione del software. Quando si legge "dispositivo (a marca X) con licenza (sistema opeativo Y) OEM" significa che il proprietario del dispositivo utilizza un sistema operativo la cui licenza (pagata dal costruttore OEM) è parte integrante del dispositivo.
Il termine viene inoltre ampiamente usato nel mondo della stampa digitale, cartucce per stampanti laser e a getto d'inchiostro. Le "cartucce OEM" sono cartucce nuove, marcate dai produttori delle stampanti (OEM).

## Italia
In Italia, nel mercato automobilistico (e nell'ambito dei veicoli in genere) si parla di primo impianto per indicare una parte montata (come ad esempio l'airbag) nello stabilimento di assemblaggio della casa automobilistica (o, comunque, sotto il controllo tecnico di questa nel caso di un assemblatore finale). Questo vale anche per i classici componenti soggetti a consumo/usura (i ricambi che solitamente si sostituiscono nel corso dei tagliandi, ad esempio la batteria o il filtro dell'olio). Ma la casa automobilistica, cioè l'OEM, non produce né la batteria né il filtro, così come quasi tutta la componentistica del veicolo che viene realizzata dai vari fornitori della casa auto, per cui montare sul veicolo un prodotto di marca ed almeno equivalente per qualità e prestazioni, non pregiudica la garanzia, così come previsto dal regolamento europeo CE 1400/2002, la Block Exemption Regulation, più nota con l'acronimo BER o legge Monti, che ha svincolato l'effettuazione dei tagliandi presso la rete ufficiale del costruttore, anzi vietando di fatto la definizione di "ricambio originale" solamente da parte delle case automobilistiche.